# غوراني
الشعب الغوراني أو الشعب غورانشي (بالسيريلية: Горани أو Горанци )هي مجموعة عرقية السلافية تسكن جنوب منطقة غورا.غورا هي منطقة مثلث تتقسمها ألبانيا وكوسوفو ومقدونيا وتشيك. يتبع شعب الغوراني الإسلام ويتحدثون باللغة الألبانية.

## معرض صور

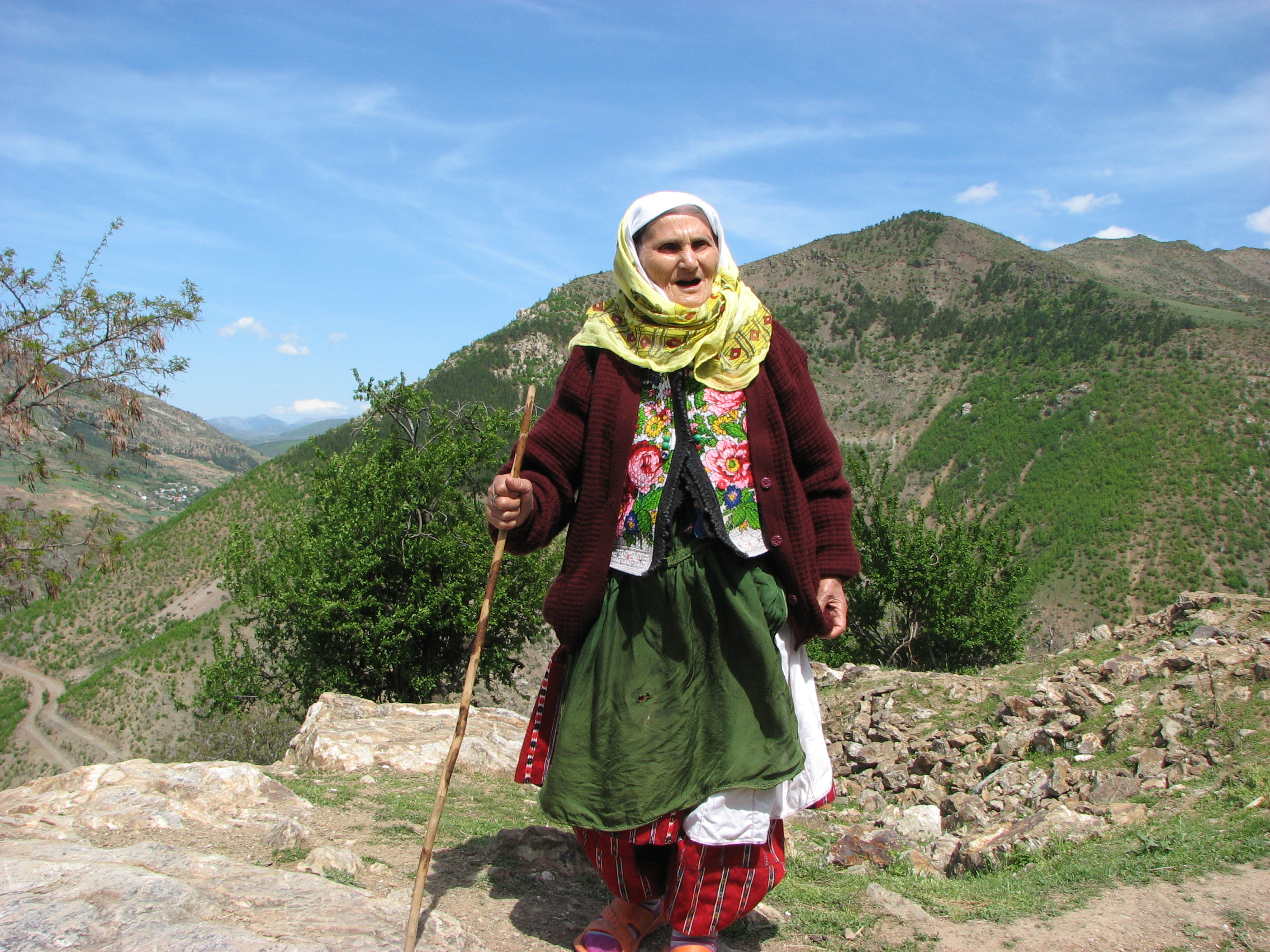
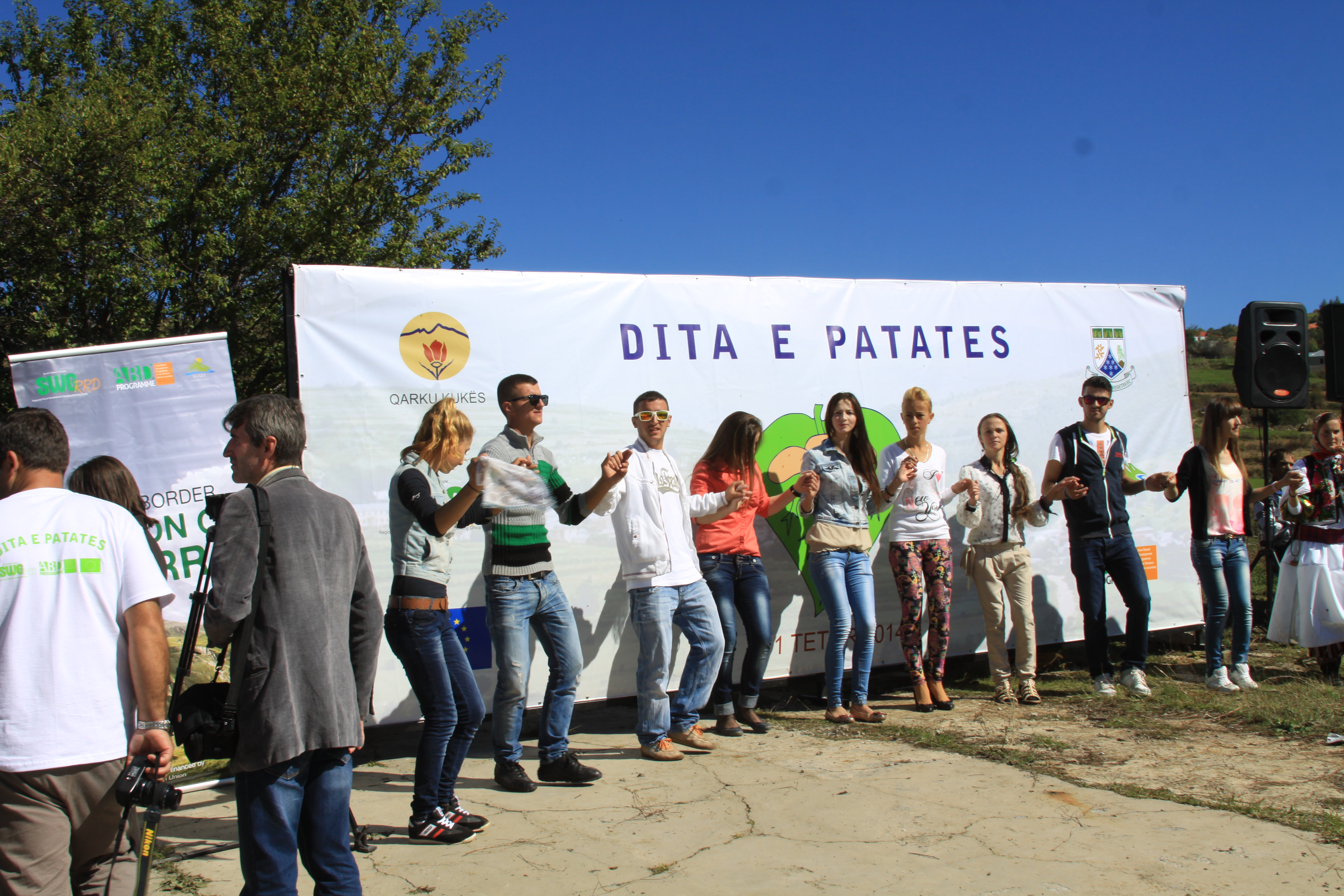
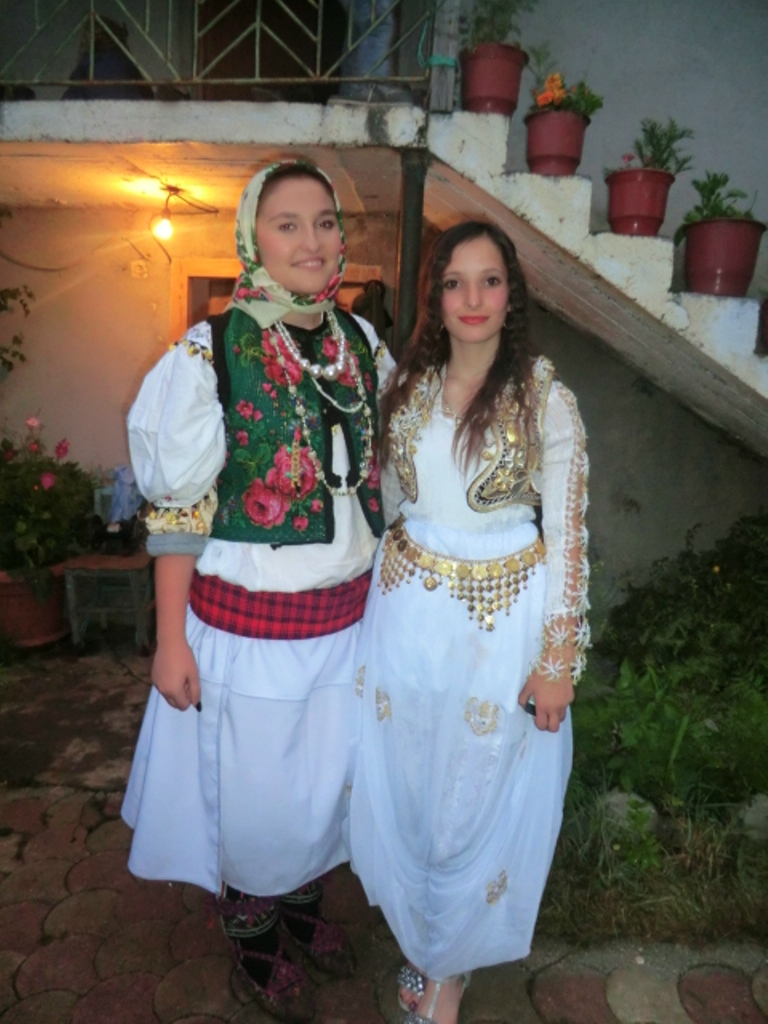
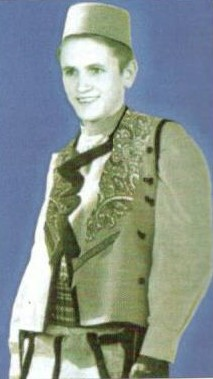

## اقرأ ايضًا
- غوراني (كونييتش)